# Limba sumeriană
Limba sumeriană (în sumeriană: 𒅴𒂠 EME.G̃IR15) a fost o limbă izolată vorbită în antichitate în Imperiul Sumerian. Este o limbă izolată deoarece nu este înrudită cu nicio altă limbă (nici chiar cu limbile vorbite în regiunile învecinate: ebraică, akkadiană, babiloniană, asiriană, toate acestea fiind limbi semitice), formează o singură familie.
Sumeriana s-a vorbit din al treilea mileniu î.Hr. până prin secolul al XVII-lea (după alți autori al XIX-lea) î.Hr., fiind treptat înlocuită de akkadiană. Totuși a mai fost utilizată ca limbă literară, științifică și religioasă în Mesopotamia până către sfârșitul primului secol d.Hr.
Este una dintre primele limbi (dacă nu chiar prima) care și-a dezvoltat un sistem de scriere (ca. 3200 î.Hr.). Este vorba de scrierea cuneiformă.
Printre cele mai importante centre ale culturii sumeriene se numără: Ur, Uruk, Lagaș, Nippur, Eridu, Girsu.

## Varietăți

### Etape
Scrierea limbii sumeriene este împărțită în 5 perioade:
- Sumeriana arhaică - între secolele al XXXI-lea și al XXVI-lea î.e.n.;
- Sumeriana veche sau clasică - între secolele al XXVI-lea și al XXIII-lea î.e.n.;
- Neo-sumeriana - între secolele al XXIII-lea și al XXI-lea î.e.n.;
- Sumeriana târzie - între secolele al XX-lea și al XVIII-lea î.e.n.;
- Post-sumeriana - după anii 1.700 î.e.n..

Sumeriana timpurie este cel mai cunoscut stadiu al unei scrieri cunoscute, începând cu perioada Jemdet Nasr, adică între secolele al XXXI-lea și al XXX-lea î.Hr. Unele versiuni ale cronologiei istoriei pot să omită Sumeriana târzie.

#### Perioada arhaică
Acest grup de monumente conține textele din Uruk din ruinele situate în nordul Babiloniei de la Djemdet-Nasrnși Tell’Uqair.

## Dialecte șilimbi artificiale
Există diferențe minime între textele economice sau cele ale listelor de regi din Lagaș, Ur și din Nippur. Însă diferențele importante din limba documentelor economice sau istorice nu sunt variante dialectale, ci tradiții locale ale scribilor influențați mai mult sau mai puțin de limba akkadiană.
În textele sumeriene întâlnim însă următoarele apelații pentru variante lexicale folosite în scrieri: eme—si—sa «limba obișnuită», care ar constitui cel mai important dialect, apoi eme—gal «limbă mare» eme-sukud (-da) «limbă înălțată», eme—suh (a) «limba aleasă»; eme—te—na «limba greșită», iar alături de acestea jargoane folosite de anumite grupuri de indivizi: eme—má—lah—a «limba corăbierilor» și eme—undula «limba păstorilor».
Un loc aparte îl ocupa înlăuntrul dialectelor literare eme — sal (akkadian ummisallu) care are sensul de «limbă a disputelor». Această formă de limbă este utilizată când vorbesc femei, în vreme ce bărbații și părțile narative vorbesc în limba obișnuită, aceasta bineînțeles în textele literare. Deosebirea între dialectul femeilor și ce obișnuit constă în modificări în consoanele radicalelor, apoi în foloseirea unir termeni  ce nu se întâlnesc în limba obișnuită.

## Morfologie
Pronumele sunt pronume personale identice și pronume sufixe. Redăm mai jos numai formele paleo-sumeriene ale pronumelor personale independente:
| Singular         |       | Plural           |         |
| ---------------- | ----- | ---------------- | ------- |
| Persoana I       | ngá-e | Persoana I       | me-de   |
| Persoana a II-a  | za-e  | Persoana a II-a  | me-ze   |
| Persoana a III-a | a-ne  | Persoana a III-a | a-na-ne |

Pronumele independent personal i se adaugă, ca și substantivelor, post pozițiilor cazurilor: ngá — k-ám «fiind al meu».

## Fonetică
Asumatele forme fonologice sau morfologice vor fi între slash-uri //, cu text simplu folosit pentru transcrierea asiriologică de Sumeriană. Multe din următoarele exemple sunt neatestate.